# Marañón
Marañón (hiszp. Río Marañón) – południowoamerykańska rzeka o długości około 1600 kilometrów. Wypływa 160 km na północny wschód od Limy, w Peru, płynie początkowo w kierunku północno-zachodnim, żłobiąc głębokie doliny w pasmach Andów, następnie dokonuje gwałtownego skrętu w kierunku północno-wschodnim, przebijając się przez pasma górskie, by od porohów Pongo de Manseriche płynąć przez obszary równinne. Po połączeniu z Ukajali Marañón przybiera nazwę Amazonki.
Pełna raf i wodospadów, niezwykle wartka Marañón nigdy nie została wykorzystana dla celów transportu rzecznego. W miejscu, gdzie dokonuje swego gwałtownego skrętu i gdzie styka się z rzeką Chinchipe, wypływającą z południowego Ekwadoru, strome zbocza górskie zawężają dolinę Marañón, tworząc wąski kanion zwany pongo o długości ponad 50 km, gdzie, pomijając liczne wiry, znajduje się nie mniej niż 35 wodospadów, w tym trzy potężne katarakty tuż przy ujściu rzeki Imasa (lub Chunchunga). Od tego miejsca rzeka zaczyna płynąć wolniej, pokonując zaledwie kilka mniejszych pongos. Tereny te zamieszkują Indianie z plemienia Aguaruna.
Ostatnim kanionem na Marañón jest Pongo de Manseriche mający 4,8 km długości, a znajdujący się tuż powyżej ujścia rzeki Santiago, w pobliżu dawnej misji katolickiej w Borja. Przez ten ostatni kanion rzeka płynie z szybkością 19 kilometrów na godzinę.
Teraz teren staje się równinny, a na rzece pojawia się wiele mielizn i wysp, zaś brzegi porasta zwarta dżungla zwana przez miejscowych selva baja, zamieszkana przez plemię indiańskie Urarina.
W końcowym stadium swego biegu Marañón łączy się z nurtem rzeki Ukajali i od tego miejsca przyjmuje nazwę Amazonki.

## Główne dopływy
- Crisnejas
- Chamayo
- Chinchipe
- Cenepa
- Santiago
- Moroña
- Pastaza
- Huallaga
- Tigre
- Utcubamba